# Stretavka
Stretavka (ungarisch Kisszeretva) ist eine Gemeinde im Osten der Slowakei mit 157 Einwohnern (Stand 31. Dezember 2024), die zum Okres Michalovce, einem Teil des Košický kraj, gehört und in der traditionellen Landschaft Zemplín liegt.

## Geographie
Die Gemeinde befindet sich im Ostteil der Ostslowakischen Ebene im Ostslowakischen Tiefland, auf einem Aggradationsdeich des Laborec, der südlich des Ortes den linksseitigen Zufluss Uh aufnimmt, in den wiederum kurz zuvor die rechtsseitige Čierna voda mündet. Das Ortszentrum liegt auf einer Höhe von 105 m n.m. und ist 15 Kilometer von Veľké Kapušany sowie 18 Kilometer von Michalovce entfernt.
Nachbargemeinden sind Stretava im Norden und Nordosten, Pavlovce nad Uhom im Osten und Süden, Krišovská Liesková im Süden, Drahňov im Südwesten und Budkovce im Westen und Nordwesten.

## Geschichte
Im Gemeindegebiet gab es archäologische Funde von Siedlungen aus der älteren und jüngeren Bronzezeit, der sogenannten Kuschtanowyzja-Gruppe aus der Hallstattzeit sowie aus der Latènezeit.
Stretavka wurde zum ersten Mal 1266 als Zyrwthva schriftlich erwähnt, weitere historische Bezeichnungen sind unter anderen Kyuszirothua (1317), Kyuszerethva (1338) und Malá Stretawa (1808). Im 14. Jahrhundert war das Dorf Besitz mehrerer landadliger Gutsherren. In der Vergangenheit wurde Stretavka häufig von Hochwassern heimgesucht.
1715 gab es vier Haushalte. 1828 zählte man 34 Häuser und 289 Einwohner. Im 19. Jahrhundert besaßen die Familien Molnár und Polányi die Ortsgüter.
Bis 1918/1919 gehörte der im Komitat Ung liegende Ort zum Königreich Ungarn und kam danach zur Tschechoslowakei beziehungsweise heute Slowakei. In der Zeit der ersten tschechoslowakischen Republik war Stretavka ein landwirtschaftlich geprägtes Dorf. Nach dem Zweiten Weltkrieg wurde die örtliche Einheitliche landwirtschaftliche Genossenschaft (Abk. JRD) im Jahr 1957 gegründet, ein Teil der Einwohner pendelte zur Arbeit in Industriebetriebe in Vojany, Michalovce und Humenné.

## Bevölkerung
| Jahr                | 1994 | 2004     | 2014    | 2024     |
| ------------------- | ---- | -------- | ------- | -------- |
| Anzahl der Personen | 205  | 183      | 192     | 157      |
| Unterschied         |      | −10,73 % | +4,91 % | −18,22 % |

| Jahr                | 2023 | 2024    |
| ------------------- | ---- | ------- |
| Anzahl der Personen | 154  | 157     |
| Unterschied         |      | +1,94 % |

Nach der Volkszählung 2011 wohnten in Stretavka 195 Einwohner, davon 183 Slowaken, sechs Polen und drei Tschechen. Drei Einwohner machten keine Angabe zur Ethnie.
74 Einwohner bekannten sich zur römisch-katholischen Kirche, 60 Einwohner zur griechisch-katholischen Kirche, 23 Einwohner zu den Zeugen Jehovas und 14 Einwohner zur reformierten Kirche. 13 Einwohner waren konfessionslos und bei 11 Einwohnern wurde die Konfession nicht ermittelt.

## Bauwerke und Denkmäler
- griechisch-katholische Kirche Verklärung des Herrn im historisierenden Barockstil aus den Jahren 1937–1938[6]

## Verkehr
Durch Stretavka führt die Cesta III. triedy 3772 („Straße 3. Ordnung“) von Stretava nach Drahňov. Der nächste Bahnanschluss ist in Drahňov an der Bahnstrecke Veľké Kapušany–Bánovce nad Ondavou.

## Persönlichkeiten
- Ladislav Hospodar (1957–2023), deutscher Eishockeyspieler, in Stretavka geboren